# Sporledera elegans
Sporledera elegans là một loài Rêu trong họ Dicranaceae. Loài này được (Hornsch.) Müll. Hal. miêu tả khoa học đầu tiên năm 1900.